# تپه هله بگ
تپه هله بگ مربوط به سده‌های میانه دوران‌های تاریخی پس از اسلام است و در شهرستان هرسین، بخش بیستون، شهر بیستون، ۱ کیلومتری جنوب غربی شهرک الزهراء واقع شده و این اثر در تاریخ ۲۶ اسفند ۱۳۸۷ با شمارهٔ ثبت ۲۵۷۲۲ به‌عنوان یکی از آثار ملی ایران به ثبت رسیده است.